# 최병덕
최병덕(崔炳德, 1955년 ~ )은 사법연수원장, 대전고등법원장과 중앙선거관리위원회 위원을 역임한 법조인이다. 서울고등법원 부장판사 재직 시절인 2008년 법조계 불교 신자들의 모임인 서초 반야회 회장을 지냈다.

## 생애
1955년 경상북도 경주시 출생. 경북고등학교 졸업을 거쳐 서울대학교 법과대학을 학사 학위하고 1978년 6월 제20회 사법시험 합격해 1980년 사법연수원 10기를 수료했다. 그해 9월에 대구지방법원 판사에 임용되어 법조인이 되어 대구지방법원, 대구지방법원 경주지원, 대구고등법원 판사를 거쳐 1994년 3월에 대구지방법원 영덕지원장을 역임했으며 1995년 3월에 춘천지방법원 부장판사으로 승진하여 서울지방법원 의정부지원, 인천지방법원, 서울지방법원 북부지원, 서울지방법원, 대구고등법원에서 재판장을 했다. 2009년 2월에 법원장으로 승진하여
울산지방법원, 수원지방법원, 대전고등법원에서 법원장으로 지냈으며 2012년 3월에 임기 3년의 중앙선거관리위원회 위원에 임명되었으며 이 기간 중에 사법연수원 원장을 겸직했다. 2014년 2월 공직에서 퇴직하여 법무법인 동인에서 대표 변호사를 하고 있으며 2014년 11월에는 제9대 경찰위원회 위원장에 임명되어 2015년 8월까지 역임했다.
서울지방법원 형사합의22부 재판장으로 재직하던 2000년 5월 26일에  1998년 8월 평양 장충성당 축성 10돌 기념미사 집전에 참석하기 위해 정부의 승인을 받고 북한을 방문했으나 원래의 방문 목적과는 달리 김일성 묘소에 참배하고 8·15통일대축전에 참가한  천주교 정의구현사제단 문규현 신부에 대해 “방북 전 사전교육을 받고 각서까지 쓴 문규현 신부가 자신의 행동이 북한의 체제선전에 이용될 수 있음을 알면서도 통일축전에 참가한 것은 명백히 국가보안법을 위반한 행위"라며 국가보안법 위반죄등을 적용해 징역 2년 자격정지 2년 집행유예 3년을 선고했다. 2000년 10월 13일에 외자 유치설을 유포해 주가를 끌어올린 뒤에 27억원의 시세차익을 챙긴 코스닥 등록기업 (주)테라 대표이사에게  "주가 조작은 선의의 투자자들에게 손해를 입히고 주식시장을 혼란하게 만드는 주요 원인이 되고 있는 만큼 엄벌해야 마땅하다"며 "하지만 박씨는 시세 차익을 사원들에게 나누어 주는 등 회사 정상화를 위해 사용한 점을 감안했다"며 증권거래법 위반죄 등을 적용해 징역 2년 집행유예 3년, 모 증권사 차장으로 있던 2000년 5월 박씨로부터 실권주를 인수해주는 대가로 테라 주식 3만주를 장외매수하고 통정매매를 통해 18억여원의 시세 차익을 챙긴 라스코 엔터테인먼트 이사에 대해 징역 2년 6개월을 각각 선고했다.
2001년 1월 26일에는 건국대 재학중이던 1998년 8월 밀입북해 8.15 통일대축전에 한총련 대표로 참가한 뒤 북한에 체류하면서 범청학련 제4기 공동사무국 남측 대표로 활동하다 2000년 8월 귀국하여 구속기소된 김대원에 대해 "김씨가 당국의 허가없이 밀입북해 통일대축전 행사에 참가하는 등 수차례에 걸쳐 북한을 드나든 사실이 인정된다 아직까지 국가보안법이 개폐되지 않은 만큼 이적단체인 한총련 대표로 밀입북한 것은 위법"이라며 국가보안법 위반죄를 적용해 징역4년 자격정지4년을 선고했다.
2001년 7월 27일에는 조폐공사 옥천.경산 조폐창 조기 통폐합을 지시한 한국조폐공사 파업 유도 사건으로 기소돼 징역 3년이 구형된 진형구 전 대검찰청 공안부장에 대해 직권남용과 업무방해에 대해 무죄라고 하면서 노동조합 및 노동관계조정법 위반(제3자 개입금지)죄만 인정해 징역 1년에 집행유예 2년을 선고하면서 "파업 유도는 없었다"고 했다.
2001년 11월 23일에는 산하 노조를 상대로 불법파업을 주도한 혐의로 기소된 문성현 민주노총 금속산업연맹위원장에게  "문성현 위원장은 당시 파업이 노동조합법상 정당한 절차를 거친 만큼 업무방해에 해당하지 않는다고 주장하지만 파업 목적이 근로조건 향상이 아니라 정부를 상대로 한 주장이었던 만큼 정당한 쟁의로 인정할 수 없다"고 하면서징역 1년6월 및 벌금 8백만원을 선고하고 법정구속했다.
2002년 1월 28일에는 병원장 재직중이던 1996∼1997년 사이 1년간 환자들을 상대로 보험대상 진료를 비보험 처리하거나 진료비를 이중 청구하는 등 방법으로 5억∼24억여원의 진료비를 편취한 사기 혐의로 불구속기소돼 징역 1년6월∼1년이 구형된 서울중앙병원과 삼성서울병원, 강동성심병원, 순천향대병원, 강남성모병원 등 병원장 10명에 대해 "피고인들이 의료보험 진료수가 기준을 위반해 환자들로부터 진료비를 징수하는 등 병원이 거액의 이득을 취하게 한 점 등으로 볼 때 상당한 형을 선고해야 하지만 개인적인 이득을 취하지 않은 점 등을 감안해 벌금형을 정했다"며 벌금 3천만∼2천500만원을 선고했다.
2002년 2월 3일에는 민혁당 사건으로 구속기소된 대학강사 심모씨에 대해 "공소장을 간첩방조 대신 편의제공으로 바꾸는게 어떠냐"고 묻고 간첩방조 혐의를 빼는 대신 편의제공 혐의를 예비적 청구취지에 포함하여 편의제공 혐의를 유죄로 인정해 징역 5년 자격정지 5년을 선고했다.
대구고등법원 제1형사부 재판장으로 재직하던 2003년 12월 4일 대구지하철 화재참사와 관련한 항소심에서  "김 피고인이 정신적으로 비정상인 상태에서 범행을 저질 렀다고 하나 무고한 많은 생명을 잃게 하거나 다치게 한 점은 비난받아 마땅하다"고 하면서 방화범인 김대한(56) 피고인과 지하철공사 관계자 8명의 항소를 기각하고 1심 형량을 그대로 유지했다.
서울고등법원 8특별부 재판장으로 재직하던 2007년 1월 19일에 1년간의 재판 끝에 나르시스에 대한 난민신청을 받아들였다.
2009년 2월 9일 열린 울산지방법원 법원장 취임식에서 "살림을 맡아 해야 할 법원장이라는 중책을 맡다 보니, 영광스러움과 함께 무거운 책임감을 느낀다 법원장으로서 소임을 다할 수 있도록 법관과 직원들이 지혜와 역량을 모아달라"고 했던 최병덕은 이어서 가진 기자 간담회에서 "충실한 사실심리로 적정하고 신속한 재판, 그리고 시민의 신뢰증진을 위한 최상의 노력을 기울일 생각입니다."고 말하면서 "서로 아껴주고 사랑이 넘치는 법원을 만들기 위해 판사와 직원들의 얼굴을 대하며 대화하는 자리를 가능하면 많이 만들겠다"고 했다.